# Egnasides
Egnasides é um gênero de traça pertencente à família Arctiidae.